# Thomas & seine Freunde – Alle Maschinen los!
Thomas & seine Freunde – Alle Maschinen los! (Originaltitel: Thomas & Friends – All Engines Go!) ist eine 2D-animierte Fernsehserie und ein Reboot von Britt Allcrofts Thomas, die kleine Lokomotive & seine Freunde von 1984 bis 2021.

## Entwicklung

### Vorgeschichte
1984 erschuf die britische Fernsehproduzentin Britt Allcroft Thomas, die kleine Lokomotive & seine Freunde (Thomas the Tank Engine & Friends), eine Fernsehserie basierend auf den Railway Series-Büchern von Reverend Wilbert Awdry. Mit der Zeit entfernte sich die Serie immer weiter von der Vorlage und so wurden ab der fünften Staffel ausschließlich eigene Geschichten geschrieben.
2000 führte der Misserfolg des ersten Kinofilms Thomas, die fantastische Lokomotive dazu, dass Allcroft die Rechte der Serie an HiT Entertainment verkaufte, die Thomas primär zu einer lehrreichen Kinderserie machten.
2009 wurden die verwendeten Modelle vollständig durch Computeranimation ersetzt, die den Rest der ursprünglichen Serie beibehalten wurde.
Um 2012 wurde HiT Entertainment vollständig von Mattel aufgekauft. Diese stellten ein neues Team für die Serie ein, welches diese wieder in die Richtung ihrer Wurzeln führte, indem etwa der alte Schreibstil oder alte Charaktere zurückgeholt wurden. Allerdings sorgte Mattels suboptimale Vermarktung der Serie für zunehmend sinkende Bekanntheit und fallende Einnahmen.
2018 wurde der Serie die Tagline Große Welt! Große Abenteuer! (Big World! Big Adventures!) gegeben und das Konzept verändert. Thomas bereiste nun andere Länder und Kulturen, während mehr weibliche Charaktere eingeführt wurden. Unter anderem wurden Edward und Henry durch Newcomer Nia und Rebecca ersetzt. Dieses Konzept dauerte von der zweiundzwanzigsten bis zur vierundzwanzigsten und letzten Staffel.

### Alle Maschinen los!
Im Oktober 2020 wurde bekannt gegeben, dass Mattel eine Kooperation mit Corus Entertainments Nelvana Enterprises einging, um die Marke Thomas weiterzuführen. Zunächst wurden zwei Specials und 104 Folgen als Season 25 und 26 angekündigt. Ab jetzt sollte in 2D animiert werden.
Laut Produzent Rick Suvalle war S25 der Arbeitstitel der ersten produzierten Staffel, weshalb die Serie oft fälschlicherweise als Staffel 25 bezeichnet wurde, obwohl es sich um eine komplett neue Serie handelt.
In der neuen Serie ist Thomas der Hauptcharakter von fast jeder Episode. Der Rest des Haupt-Casts besteht aus Percy, Diesel, Nia und Newcomer Kana, die alle als Kinder geschrieben sind. Charaktere wie Gordon, Cranky oder Annie und Clarabel, die nur gelegentlich auftauchen, dienen als elterliche Figuren. In der zweiten Staffel trat der Bremswagen Bruno der Hauptbesetzung bei.
Durch die 2D-Animation sind die Lokomotiven nun dazu in der Lage, sich stark zu verformen und etwa von den Gleisen zu springen, was sich mit der ursprünglich relativ realistischen Vision stark kontrastiert. In einer Pressekonferenz 2020 wurde spezifisch gesagt, dass die Lokomotiven „nicht ihre Räder wie Hände benutzen sollten“ (Mattel said ‘we don't want to use wheels as hands’, but we ARE allowed to be more cartoony, stretchy, they can pop the trains off the track and jump to turn 360), jedoch ist dies in einigen Episoden deutlich zu sehen. Rick Suvalle meinte, er habe versucht, möglichst viele solcher Animationen entfernen zu lassen (I had to fight really hard to eliminate most of that kind of behavior).
Am 13. September 2021 feierte Alle Maschinen los! in den Vereinigten Staaten auf Cartoon Networks Cartoonito Premiere, im Vereinigten Königreich wurde am 17. September das erste Special Race for the Sodor Cup in Kinos gezeigt, die Serie am achten November auf Channel 5s Milkshake!.
Im August 2022 wurden zwei weitere Staffeln angekündigt.
Insgesamt wurden 156 reguläre Episoden in vier Staffeln produziert sowie fünf Specials. Das Serienfinale Sodor Sings Together erschien am 11. Mai 2025, einen Tag vor dem 80-jährigen Jubiläum der Railway Series-Bücher.

### Deutschsprachiger Raum
Eine deutsche Synchronisation wurde im April 2021 vom Dialogregisseur Henning Stegelmann bestätigt, der Titel erst Ende Januar 2022, als einige Songs der Serie auf YouTube veröffentlicht wurden. Am 28. Mai 2022 wurde Rennen um den Sodor Pokal, ab dem 30. Mai die Episoden der ersten Staffel auf Boomerang in Zentral- und Osteuropa gezeigt. Nach der Erstausstrahlung wurden die Episoden bei Sky Deutschland verfügbar, im Juli 2022 wurden die ersten 52 Episoden, teilweise vor ihrer Erstausstrahlung, auf Amazon Prime gestellt.
Die deutsche Synchronisation Episoden 53 bis 78 war erstmals auf Netflix Lateinamerika zu hören.
Die Staffeln 3 und 4 sind bisher nicht auf Deutsch synchronisiert worden.

## Figuren und Synchronisation
Wie die Originalserie von ihrer fünften bis zur dreiundzwanzigsten Staffel wird Alle Maschinen los! im Studio Hamburg Synchron synchronisiert. Regina Kette schreibt das Dialogbuch und Henning Stegelmann führt die Synchronregie.
| Rolle           | Amerikanischer Sprecher                                                            | Britischer Sprecher                                       | Deutscher Sprecher                                                    | Rollenbeschreibung                                                                                   | Ursprung                                               |
| --------------- | ---------------------------------------------------------------------------------- | --------------------------------------------------------- | --------------------------------------------------------------------- | --- | ------------------------------------------------------ |
| Thomas          | Meesha Contreras (Ep. 01-88) David Kohlsmith (Ep. 89-102) Kai Harris (Ep. 103-156) | Aaron Barashi (Ep. 01-104) Shaun Jemmett (Ep. 105-156)    | Simona Pahl                                                           | Kleine blaue Tenderlok mit der Nummer 1.                                                             | The Railway Series                                     |
| Percy           | Charlie Zeltzer                                                                    | Henri Charles (Ep. 01- 104) Oliver Milchard (Ep. 105-155) | Eleni Möller-Architektonidou                                          | Kleine grüne Tenderlok mit der Nummer 6. Thomas’ bester Freund, der am liebsten die Post ausliefert. | The Railway Series                                     |
| Diesel          | Shomoy James Mitchell (Ep. 01-52) Will Bhaneja (Ep. 53-154)                        | Henry Harrison                                            | Lino Böttcher                                                         | Kleine schwarze Diesellok.                                                                           | The Railway Series                                     |
| Nia             | Talia Evans                                                                        | Sade Smith                                                | Emily Seubert                                                         | Orange Tenderlok mit der Nummer 18 aus Kenia.                                                        | Große Welt! Große Abenteuer! (Staffel 22)              |
| Kana            | Ava Ro                                                                             | Chloe Raphael                                             | Samina König                                                          | Violette elektrische Hochgeschwindigkeitslok aus Japan.                                              | Alle Maschinen los!                                    |
| Carly           | Jenna Warren                                                                       | Eva Mohamed                                               | Julia Bautz                                                           | Gelbe Kranlok, die auf dem Werkstattsgelände arbeitet.                                               | Thomas & seine Freunde (Staffel 21) C                  |
| Sandy           | Glee Dango                                                                         | Holly Dixon                                               | Elena Zvirbulis                                                       | Ein kleiner Bahndienstwagen, der mit Carly arbeitet.                                                 | Alle Maschinen los!                                    |
| Bruno           | Chuck Smith                                                                        | Elliott Garcia                                            | Daniel Kirchberger                                                    | Autistischer Bremswagen, der gerne Wortspiele macht.                                                 | Alle Maschinen los!                                    |
| Gordon          | Neil Crone A                                                                       | Will Harrison-Wallace                                     | Tetje Mierendorf B                                                    | Große blaue Schlepptenderlok mit der Nummer 4 und Vaterfigur für die kleinen Loks.                   | The Railway Series                                     |
| James           | Luke Marty                                                                         | Luke Marty (Ep. 7-38) Tom Dussek                          | Heiner Kock                                                           | Etwas eingebildete rote Schlepptenderlok mit der Nummer 5.                                           | The Railway Series                                     |
| Emily           | Kayla Lorette                                                                      | Marie Ekins                                               | Kristina von Weltzien B                                               | Smaragdgründe Schlepptenderlok mit großen Antriebsrädern und der Nummer 12.                          | Thomas & seine Freunde (Staffel 7)                     |
| Toby            | Eddie Glen A                                                                       | Toby Hadoke                                               | Volker Hanisch B                                                      | Brauner Dampfstraßenbahn mit der Nummer 7, die vorher auf dem Festland gearbeitet hat.               | The Railway Series                                     |
| Mief            | Joe Pingue                                                                         | Matt Coles                                                | Volker Hanisch                                                        | Große Tenderlok mit der Nummer 66, die auf dem Recyclinghof gerne Dinge erfindet.                    | Thomas & seine Freunde (Staffel 11)                    |
| Hiro            | Kintaro Akiyama                                                                    | Dai Tabuchi                                               | Joachim Kretzer                                                       | Genannt der Meister der Eisenbahn, eine schwarze Schlepptenderlok mit der Nummer 51 aus Japan.       | Thomas & seine Freunde (Special Der Held der Schienen) |
| Kenji           | Kintaro Akiyama                                                                    | Dai Tabuchi                                               | Alexander Merbeth                                                     | Japanischer Shinkansen, wie Kana.                                                                    | Große Welt! Große Abenteuer! (Staffel 24)              |
| Ashima          | Diya Kittur                                                                        | Sandeep Garcha                                            | Manuela Eifrig B                                                      | Große buntbemalte Tenderlok aus Indien.                                                              | Thomas & seine Freunde (Special Das große Rennen)      |
| Yong Bao        | Patrick Kwok-Choon                                                                 | Lobo Chan                                                 | Jörn Linnenbröker B                                                   | Rote dekorierte Schlepptenderlok aus China.                                                          | Thomas & seine Freunde (Special Das große Rennen)      |
| Salty           | Scott McCord                                                                       | Guy Harris                                                | Wolfgang Hantsch                                                      | Hafen-Diesellok mit der Nummer 2991 und Piraten-Stereotyp.                                           | Thomas & seine Freunde (Staffel 6)                     |
| Cranky          | Cory Doran                                                                         | Will Harrison-Wallace                                     | Walter Wigand B                                                       | Dunkelgrüner Kran am Hafen von Brendam.                                                              | Thomas & seine Freunde (Staffel 5)                     |
| Beresford       | Dan Chameroy                                                                       | Matt Coles                                                | Michael Bideller                                                      | Großer dunkelblauer Rollportalkran.                                                                  | Thomas & seine Freunde (Special Auf großer Reise)      |
| Tess            | Kaia Oz                                                                            | Celeste Waldron                                           | Malin Steffen                                                         | Türkiser Rollportalkran am Hafen von Kellstorpe.                                                     | Alle Maschinen los!                                    |
| Annie           | Catherine Disher                                                                   | Catherine Disher (Ep. 03-27) Wendy Patterson              | Anne Moll                                                             | Oranger Personenwagen.                                                                               | The Railway Series                                     |
| Clarabel        | Linda Kash                                                                         | Linda Kash (Ep. 03-27) Wendy Patterson (Ep. 49-156)       | Marion von Stengel B                                                  | Oranger Personenwagen.                                                                               | The Railway Series                                     |
| Güterwagen D    | Jamie Watson Cory Doran                                                            | Jai Armstrong                                             | Michael Bideller Robin Brosch Walter Wigand Jürgen Holdorf Wolf Frass | Ein grüner und ein brauner offener Güterwagen.                                                       | The Railway Series                                     |
| Harold          | Bruce Dow                                                                          | Jai Armstrong                                             | Kai-Henrik Möller B                                                   | Weißer Hubschrauber.                                                                                 | The Railway Series                                     |
| Skiff           | Jamie Watson                                                                       | Jai Armstrong                                             | Lukas Hupfeld Michael Bideller (Ep. 23)                               | Segelboot mit Rädern für Schienen.                                                                   | The Railway Series                                     |
| Bulstrode       | Jamie Watson                                                                       | Will Harrison-Wallace                                     | Bernd Stephan                                                         | Lastkahn mit Eigenantrieb.                                                                           | The Railway Series                                     |
| Terence         | Kai Harris (Ep. 90-102) Milo Toriel-McGibbon (Ep. 111-147)                         | Will Bridgewood                                           | Sina Zadra                                                            | Oranger Raupenschlepper auf McColls Bauernhof.                                                       | The Railway Series                                     |
| Darcy           | Dana Puddicombe                                                                    | Jessica Carroll                                           | Emma Hermann B                                                        | Gelbe Tunnelbohrmaschine.                                                                            | Große Welt! Große Abenteuer! (Staffel 23)              |
| Sir Topham Hatt | Bruce Dow                                                                          | Bruce Dow (Ep 7-40) Tom Dussek (Ep. 41-156)               | Oliver Warsitz Michael Bideller (Ep.7)                                | Der Direktor der Eisenbahn auf Sodor.                                                                | The Railway Series                                     |

Figuren wie Edward, Henry oder Duck aus der Originalserie tauchen ebenfalls gelegentlich im Hintergrund auf, haben aber nie gesprochen.